# Alan Washbond
Alan Morgan Washbond (Keene, 14 de octubre de 1899-Plattsburgh, 30 de julio de 1965) fue un deportista estadounidense que compitió en bobsleigh. Participó en los Juegos Olímpicos de Garmisch-Partenkirchen 1936, obteniendo una medalla de oro en la prueba doble.

## Palmarés internacional
| Juegos Olímpicos | Juegos Olímpicos                  | Juegos Olímpicos | Juegos Olímpicos |
| Año              | Lugar                             | Medalla          | Prueba           |
| ---------------- | --------------------------------- | ---------------- | ---------------- |
| 1936             | Garmisch-Partenkirchen (Alemania) | Medalla de oro   | Doble            |